# Vejnarova elektrárna
Vejnarova elektrárna (také Vejnarův mlýn) je vodní elektrárna a kulturní památka v obci Hrabačov, spadající pod město Jilemnice. 

## Historie
První písemná zmínka o mlýnu na tomto místě pochází z roku 1543, kdy je zmíněn v urbáři. V 18. století zde byl mlynářem jistý pan Zajíček. Ten mlýn rozdělil na dva díly a staral se o ně s Václavem Koudelkou z Víchové nad Jizerou. Ten svou část prodal 30. srpna 1814 Josefu Šubrtovi, hostinskému z Arnoštova, za 9100 franků. 
Budova současného mlýna pochází z počátku 19. století. Od roku 1826 patří rodině Vejnarů. Roku 1912 byl mlýn přestavěn na vodní elektrárnu. V tom samém roce vyjednávalo město Vysoké nad Jizerou s Vejnarovou elektrárnou o zavedení elektřiny do města. Jednání však nevedla k cíli. Od roku 1913 zásobovala elektřinou celé město Jilemnice. Na elektrifikaci města a jeho okolí měl zásluhu právě Vejnar. Byla založena firma P & P Vejnar (Petr a Pavel Vejnar), která spravovala elektrickou síť.
Vyhláškou o znárodnění podniku průmyslu energetického z roku 1946 byl mlýn znárodněn. 3. května 1958 byla stavba prohlášena za kulturní památku. Přesto byl poté v průběhu let empírový mlýn velmi necitlivě přestavován.